# Blodgett (Oregon)
Blodgett az Amerikai Egyesült Államok északnyugati részén, Oregon állam Benton megyéjében, a 20-as és 180-as utak kereszteződésében, Corvallistól 24 km-re nyugatra, a közép-oregoni partvidéken, a Tumtum és Marys folyók találkozásánál elhelyezkedő statisztikai- és önkormányzat nélküli település. A 2010. évi népszámláláskor 58 lakosa volt. Területe 1,45 km², melynek 100%-a szárazföld.
A település a Philomath-i Iskolakerület alá tartozik. A helyi iskolába óvodáskortól negyedik osztályig folyik oktatás, ezután a diákok a philomath-i intézménybe járnak. A blodgetti oktatási helyen 38-an tanulnak.

## Történet
Blodgett nevét William Blodgett telepesről kapta. Első postahivatalát 1888 áprilisában alapították, amely akkor még egy helyi család nevét, az Emricket viselte.

## Éghajlat
A térség nyarai melegek (de nem forróak) és szárazak; a havi maximum átlaghőmérséklet 22 °C. A Köppen-skála alapján a város éghajlata meleg nyári mediterrán (Csb-vel jelölve). A legcsapadékosabb a november–január, a legszárazabb pedig a július–augusztus közötti időszak. A legmelegebb hónap július, a leghidegebb pedig december.
| Hónap                         | Jan.  | Feb.  | Már. | Ápr. | Máj. | Jún. | Júl. | Aug. | Szep. | Okt. | Nov.  | Dec.  | Év    |
| ----------------------------- | ----- | ----- | ---- | ---- | ---- | ---- | ---- | ---- | ----- | ---- | ----- | ----- | ----- |
| Rekord max. hőmérséklet (°C)  | 17,2  | 22,2  | 25,6 | 28,9 | 35,0 | 38,9 | 40,6 | 41,7 | 36,7  | 31,1 | 21,1  | 16,1  | 41,7  |
| Átlagos max. hőmérséklet (°C) | 8,3   | 10,6  | 13,3 | 16,1 | 20,0 | 22,8 | 27,2 | 27,2 | 24,4  | 17,8 | 11,6  | 7,8   | 17,3  |
| Átlaghőmérséklet (°C)         | 4,5   | 5,6   | 7,8  | 9,7  | 13,1 | 15,9 | 18,9 | 18,9 | 16,7  | 11,4 | 6,9   | 3,9   | 11,1  |
| Átlagos min. hőmérséklet (°C) | 0,6   | 0,6   | 2,2  | 3,3  | 6,1  | 8,9  | 10,6 | 10,6 | 8,3   | 5,0  | 2,2   | 0,0   | 4,9   |
| Rekord min. hőmérséklet (°C)  | −15,6 | −16,7 | −6,7 | −4,4 | −2,2 | 0,0  | 3,9  | 1,7  | 0,0   | −5,6 | −11,7 | −16,7 | −16,7 |
| Átl. csapadékmennyiség (mm)   | 281   | 221   | 185  | 115  | 70   | 45   | 10   | 14   | 38    | 109  | 274   | 327   | 1689  |
| Forrás: The Weahter Channel   |       |       |      |      |      |      |      |      |       |      |       |       |       |

## Népesség
A 2010-es népszámláláskor  58 lakója, 20 háztartása és 14 családja volt. A népsűrűség 40 fő/km2. A lakóegységek száma 21, sűrűségük 14,5 db/km2. A lakosok 94,8%-a fehér,  5,2%-a indián,    . A spanyol vagy latino származásúak aránya 3,4% (3,4% mexikói,   )
A háztartások 35%-ában élt 18 évnél fiatalabb. 45% házas, 10% egyedülálló nő, 15% egyedülálló férfi, 30% pedig nem család. 25% egyedül élt; 15%-uk 65 éves vagy idősebb. Egy háztartásban átlagosan 2,9 személy élt; a családok átlagmérete 3,5 fő.
A medián életkor 37 év volt. Lakóinak 27,6%-a 18 évesnél fiatalabb, 3,4% 18 és 24 év közötti, 22,3%-uk 25 és 44 év közötti, 31%-uk 45 és 64 év közötti, 12,1%-uk pedig 65 éves vagy idősebb. A lakosok 43,1%-a férfi, 56,9%-a pedig nő.

## Fordítás
Ez a szócikk részben vagy egészben  a   Blodgett, Oregon című angol Wikipédia-szócikk ezen változatának fordításán alapul.  Az eredeti cikk szerkesztőit annak laptörténete sorolja fel. Ez a jelzés csupán a megfogalmazás eredetét és a szerzői jogokat jelzi, nem szolgál a cikkben szereplő információk forrásmegjelöléseként.